# Johannes Botterweck
Gerhard Johannes Botterweck (* 25. April 1917 in Rheydt; † 15. April 1981 in Bonn) war deutscher Theologe, Alttestamentler und mehrfach Dekan der Katholisch-Theologischen Fakultät der Rheinischen Friedrich-Wilhelms-Universität Bonn.

## Leben und Wirken
Botterweck studierte Philosophie, katholische Theologie und Orientalistik in Frankfurt am Main und Wien. 1944 promovierte er in Wien zum Dr. phil. und wurde im selben Jahr zum Priester geweiht. Als Militärgeistlicher an der Ostfront verlor er im Zweiten Weltkrieg ein Bein. Er war Kaplan und Religionslehrer in Viersen (Bistum Aachen). 1950 folgte die Promotion zum Dr. theol. und 1953 die Habilitation in Bonn. Von 1953 bis 1959 war er Professor für Altes Testament in Tübingen, von 1960 bis 1981 in Bonn. Seine wissenschaftlichen Schwerpunkte lagen in der Semantik und der Philologie der biblischen Sprachen, der Sozialkritik der Propheten und der Theologie der Psalmen.
Zu den Schülern von Botterweck gehören Heinz-Josef Fabry, Manfred Görg, Erich Kettenhofen, Josef Plöger und Franz Josef Stendebach.

## Werke
- Die Bibel und ihre Welt. Eine Enzyklopädie zur Heiligen Schrift in zwei Bänden; Herausgeber und Bearbeiter der deutschen Ausgabe.
- Alttestamentliche Studien. Friedrich Nötscher zum sechzigsten Geburtstage 19. Juli 1950; hrsg. von Hubert Junker und Gerhard Johannes Botterweck. Hanstein, Bonn 1950.
- „Gott erkennen“ im Sprachgebrauch des Alten Testaments; BBB 2. Hanstein, Bonn 1951; zugleich: Dissertation vom 3. Juli 1950 an der katholisch-theologischen Fakultät der Universität Bonn.
- Der Triliterismus im Semitischen. Erläutert an den Wurzeln gl, kl, ql; BBB 3. Hanstein, Bonn 1952.
- Festschrift für Prof. Dr. Viktor Christian. Gewidmet von Kollegen und Schülern zum 70. Geburtstag; hrsg. von Viktor Christian, Kurt Schubert, Gerhard Johannes Botterweck. Notring der Wissenschaftlichen Verbände Österreichs, Wien 1956.
- Apokalyptik; hrsg. von G. Cornefeld und Gerhard Johannes Botterweck; in: BIW 1; Bergisch Gladbach: 1969; S. 59–67.
- Auslegung von Maleachi 1,2-10; 2,1-16; 3,13-21. In: BiLe 1 (1960), S. 28–38, 100–109, 179–185, 253–260.
- Form- und überlieferungsgeschichtliche Studie zum Dekalog. In: Conciliurn 1 (1965), S. 392–401.
- Israels Errettung im Wunder am Meer. Glaube und Geschichte in den Auszugstraditionen von Ex 13,17-14,31. In: BiLe 8 (1967), S. 8–33.
- Das Zelt der Begegnung. Untersuchung zur Gestalt der sakralen Zelttraditionen Altisraels; hrsg. von Gerhard Johannes Botterweck und H. Zimmermann. BBB 27, Bonn 1967.
- Theologisches Wörterbuch zum Alten Testament, 10 Bände; hrsg. von Gerhard Johannes Botterweck und Helmer Ringgren. Kohlhammer, Stuttgart u. a. 1973–2001.
- Mix halam. In: TWAT II, S. 989.